# 광릉중학교
광릉중학교(光陵中學校)는 대한민국 경기도 남양주시 진접읍 진벌리에 있는 공립 중학교이다.

## 학교 연혁
- 2008년 1월 7일 : 광릉중학교 설립인가
- 2008년 3월 1일 : 초대 김진환 교장 취임
- 2008년 3월 3일 : 제1회 입학식(120명)
- 2008년 7월 15일 : 개교기념식 거행
- 2011년 2월 10일 : 제1회 졸업식(115명)
- 2011년 9월 1일 : 혁신학교 예비 지정
- 2012년 9월 1일 : 혁신학교 지정, 교과교실제 운영
- 2022년 9월 1일 : 제7대 박몽진 교장 취임
- 2024년 1월 9일 : 제14회 졸업식(75명)
- 2024년 3월 4일 : 제17회 신입생 입학(79명)

## 참고 자료
- 광릉중학교 - 한국교육학술정보원 학교알리미